# 883 Matterania
883 Matterania eller 1917 CP är en asteroid i huvudbältet, som upptäcktes 14 september 1917 av den tyske astronomen Max Wolf i Heidelberg. Den är uppkallad efter August Matter.
Asteroiden har en diameter på ungefär 7 kilometer. Den tillhör och har givit namn åt asteroidgruppen Matterania.